# Gabriele di Melitene
Gabriele di Melitene ((HY)  Ghavril Malatyatsi; 1055 – 1103) è stato un politico armeno, governatore bizantino di Melitene (la moderna Malatya).

## Biografia
Forse nipote di un certo Ddlmush era di religione greco-ortodossa.
Come Thoros di Edessa Gabriele proveniva dai ranghi dell'esercito bizantino, era uno luogotenente di Philaretus Brachamius e fu da questi insediato come governatore di Melitene.
All'epoca i Turchi selgiuchidi avanzavano in Anatolia dopo la battaglia di Manzicerta; delle varie piazzeforti della Cilicia armena Melitene era la più avanzata nel territorio turco-curdo, di conseguenza Gabriele dovette respingere diversi attacchi ed assedi, ma più che la forza fu la diplomazia che gli permise di far fronte alle incursioni turche.
Dopo la morte di Philaretos, nel 1086, Melitene si rese completamente indipendente dal controllo bizantino. Gabriele 
inviò sua moglie a Baghdad per farsi confermare dal califfo e dal sultano Selgiuchidi, anche se, in teoria, era vassallo dell'Impero bizantino.
Più tardi fece appello alla mediazione dall'emiro danishmendide per sbarazzarsi dei Turcomanni.
Nel 1097 il sultano selgiuchide, Qilij Arslan I, assediò la città, ma l'arrivo dei cristiani della prima Crociata che assediavano Nicea lo costrinse a togliere l'assedio e lasciare la regione.
In seguito però i Danishmendidi iniziarono ad attaccare la stessa Melitene e Gabriele, a partire dal 1100, chiese aiuto ai comandanti crociati.
Boemondo I d'Antiochia nel 1100 venne in soccorso di Gabriele con il cugino Riccardo di Salerno ed i vescovi armeni di Marash ed Antiochia; caddero però in una imboscata, furono entrambi catturati ed i vescovi uccisi dai Danishmendidi, nella battaglia di Melitene.
Questi ultimi continuarono a fare continue razzie nei territori di Gabriele che, temendo un imminente attacco alla stessa città, chiese l'aiuto di BaldovinoII nonostante il timore che questi potesse prendersi Melitene così come aveva fatto con Edessa. 
Baldovino scacciò gli assedianti di Melitene e nel 1103 riscattò Boemondo, dopo di che Gabriele lo riconobbe come sovrano della città.
Ma la pressione dei Turchi si fece sempre più forte e, in quello stesso 1103, Melitene cadde nelle mani dei Danishmendidi; 
Gabriele fu giustiziato dai soldati.

### Alleati costosi
Gabriele, che era molto ricco, dovette pagare profumatamente per la sua alleanza con i Crociati. 
Per cementare tale alleanza diede sua figlia Morfia in sposa a Baldovino con una dote di 50.000 bisanti d'oro.
Egli inoltre contribuì a pagare il riscatto per Boemondo quando fu fatto prigioniero da Danishmendidi. 
Persino la barba di Baldovino gli costò cara, Guglielmo di Tiro riferisce, in aneddoto, che Baldovino manipolò la sensibilità orientale di Gabriele, in particolare la reverenza per la barbata riuscendo ad carpirgli 30.000 bisanti. 
Ingannò il governatore con una scena, concordata con i suoi cavalieri, per fargli credere che doveva dare la sua barba in pegno per la paga dei soldati. 
Gabriele saldò subito il conto e Baldovino ed i suoi cavalieri se ne andarono divertiti dal successo del loro stratagemma, ridendo di cuore della ridicola venerazione degli orientali per la barba. 
Non si hanno notizie in merito alla restituzione di questa somma, in nessuna forma, da parte di Baldovino o di suoi parenti.

### Matrimonio e discendenza
Gabriele aveva sposato una figlia, di cui non si conosce il nome, di Costantino I d'Armenia; l'identità ed il numero dei loro figli è incerta:
- una figlia sposò Thoros (†; 1098)[6];

- Morfia di Melitene nel 1101 sposò Baldovino di Bourcq (†; 1131), conte di Edessa, e futuro Re di Gerusalemme;

- forse una figlia sposò, attorno al 1100-3, Leone I (†; 1140), principe delle Montagne[7].